# Jaden Springer
Jaden Tyree Springer (ur. 25 września 2002 w Charlotte) – amerykański koszykarz, występujący na pozycji rzucającego obrońcy, obecnie zawodnik Boston Celtics.
W 2017  wystąpił w turnieju Adidas Nations (7. miejsce). Został też wybrany najlepszym debiutantem szkół średnich (Runna Report Freshman of the Year) oraz zaliczony do II składu pierwszoroczniaków – MaxPreps Freshman All-American.
W 2020 wystąpił w meczu gwiazd amerykańskich szkół średnich McDonald’s All-American.
W 2021 reprezentował Philadelphia 76ers podczas rozgrywek letniej ligi NBA w Las Vegas.
Jest kuzynem zawodnika NBA DeAndre’ Bembry'ego. Jego ojciec Gary został zaliczony do składu All-America honorable mention, jako koszykarz Iona College. Został wybrany do NBA w drafcie 1984 (6. runda) z numerem 137 przez Philadelphia 76ers, nie wystąpił w lidze z powodu kontuzji.
8 lutego 2024 został wytransferowany do Boston Celtics.

## Osiągnięcia
Stan na 29 lutego 2024, na podstawie, o ile nie zaznaczono inaczej.
NCAA
- Uczestnik turnieju NCAA (2021)
- Zaliczony do I składu najlepszych pierwszorocznych zawodników konferencji Southeastern (SEC – 2021)
- Najlepszy pierwszoroczny zawodnik tygodnia SEC (21.12.2020, 1.02.2021)

G-League
- Mistrz G-League (2023)
- MVP finałów G-League (2023)